# Jiggy Drama
Heartan Edward Lever Criado, conocido artísticamente como Jiggy Drama, (San Andrés Islas, Colombia; 2 de junio de 1983) es un cantante colombiano de música urbana.

## Biografía
Jiggy Drama creció en el barrio San Luis, considerado uno de los barrios más tradicionales y culturales de San Andrés Islas, Su padre era músico aficionado, poseedor de una colección de LP con gran variedad de artistas, desde Kool and the gang y Óscar D'León hasta Diomedes Díaz. El primer contacto de Jiggy con la música caribeña se produjo de niño, en un “picub” a donde acompañaba a su padre y a través del canal de televisión musical B.E.T. (Black Entertainment Television) descubrió el Hip Hop, el R&B, el Reggae y el Dance Hall, se sintió atraído por estos géneros por ser diferentes a lo que se escuchaba en la radio. 
El seudónimo de Jiggy Drama proviene de la combinación de dos palabras en diferentes idiomas que representan las diversas influencias en su obra; jiggy en inglés hace referencia a algo jocoso y agradable; el término fue acuñado por el actor y cantante americano Will Smith en su sencillo de 1997 «Gettin' Jiggy with It» incluido en el álbum Big Willie Style. Para Jiggy, la palabra representa la influencia caribeña y la felicidad propia de su isla natal. La palabra "Drama" no hace referencia al género literario, sino que es una abreviación de "Dramaturgo". Esta palabra alude a la faceta de letrista musical del artista, y representa la influencia del Hip-Hop evidenciada en canciones como "La Industria", "La Fuga", "Degeneración X".

## Carrera musical

### 2005–2009: Inicios
Debutó como parte de la agrupación S.A. Finest, con el cual lanzó algunas canciones que tuvieron una acogida en su país natal Colombia y en 2005, lanzó su primer álbum de estudio Undergroove, el cual contó con 19 canciones.
En 2006, con la agrupación lanzó un álbum recopilatorio de canciones del grupo titulado The Best Of Bad Words (Box Set), el cual contó con un doble disco de 43 canciones en total, 20 canciones y 23 canciones, respectivamente en cada disco.
En 2009, comenzó a ganar reconocimiento con la publicación de la canción «La flaca», por lo cual comenzó la grabación de su segundo álbum de estudio Nerside.

### 2010–2015: Nerdside
En 2010, publicó la canción «La fuga», la cual se hizo conocida al doble sentido de sus letras y con ello, en 2011, publicaría su segundo álbum de estudio titulado Nerdside, el cual contó con 15 canciones.
Lanzó su primer mixtape colaborativo con DJ Sheky titulado Trasno Show en 2011, el cual contó con 18 canciones y consistió en un desafío hecho por el mismo artista en el que consistía grabarlo y terminarlo completamente en 48 horas.
Publicó su primer mixtape como solista titulado Nerd Gone Bad en 2012, el cual contó con 21 canciones y en 2015, publicó su segundo mixtape titulado Nerdtambulo, el cual contó con 21 canciones.

### 2016–presente: F.L.A.C.O.
En 2018, lanzó su primer EP titulado F.L.A.C.O., el cual contó con 8 canciones y marco, el regreso del exponente a la música después de un tiempo de inactividad. Durante 2019 Jiggy presentó en redes sociales la primera temporada de Free Days, lo cual consistía en hacer freestyles cada miércoles con temáticas diferentes, los cuales fueron recopilados en el álbum recopilatorio del mismo nombre, el cual se lanzó en 2020. Ese año participó del remix de «Como Diomedes», junto a Big Yamo, Klaxel, y L'Omy.

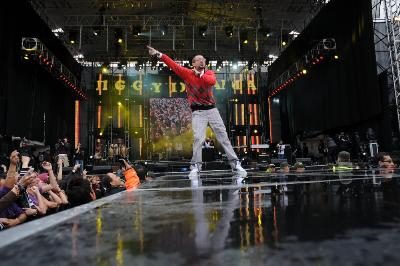
Jiggy Drama en tarima de El Evento 40 2011, Bogotá.

## Proyectos musicales

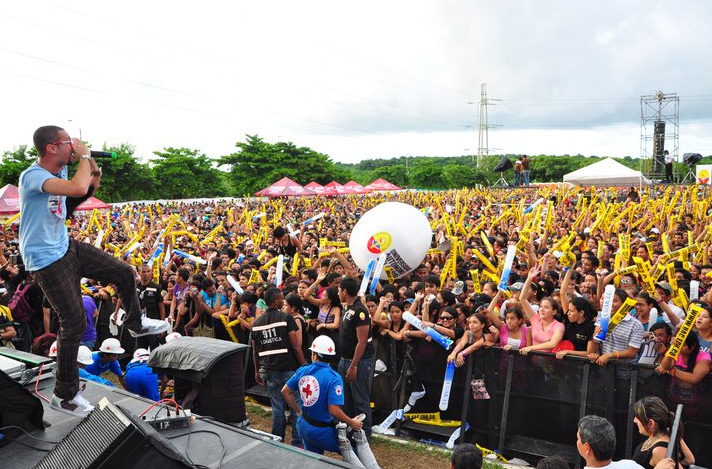
Jiggy Drama en tarima de El Evento 40 2010, Barranquilla.

Jiggy Drama es un artista urbano alternativo con amplio reconocimiento en Colombia. Ha publicado dos álbumes de estudio; el primero, Undergroove fue publicado en 2005. En agosto de 2011 lanzó su debut como solista "Nerdside", que contiene los sencillos "La Flaka", "La Fuga" y "Me Vale".
Ha participado en la banda sonora del largometraje Petecuy la película, producción cinematográfica rodada en la ciudad de Cali. Su música también aparece  en Apatía, película de 2011. EL tema "Con locura" fue incluido en la banda sonora de la sexta  película de la serie Rápidos y furiosos.  La canción cuenta con la participación de Sohanny, a la que Jiggy conoció en Estados Unidos[cita requerida].

## Premios, galardones y reconocimientos

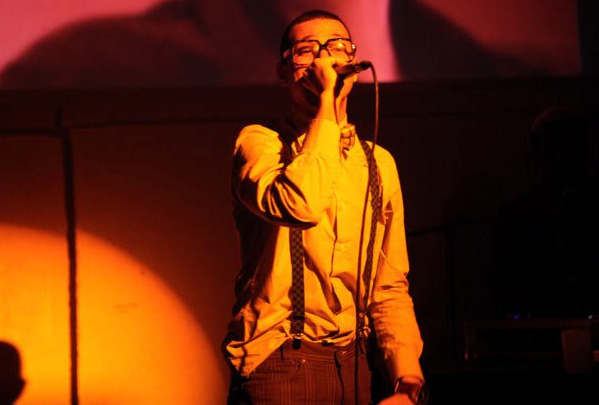
Jiggy Drama en los Premios Shock de la Música 2010.

En  2010, Jiggy Drama obtuvo el Premio Shock de la Música al Mejor Nuevo Artista, otorgado por la revista Shock, especializada en música. Logró el premio gracias a las votaciones de los lectores de la revista y sus seguidores.
 En 2011 recibió el premio Nuestra Identidad de San Andrés Islas a la Mejor Imagen y Mejor Video ("La Fuga")[cita requerida]. Ocupó el segundo lugar en el Festival de Orquestas del Carnaval de Barranquilla 2011 en la "Categoría Especial". El RCN Televisión y RCN Radio le otorgaron el premio Nuestra Tierra al Mejor Nuevo Artista; Fue presentador del evento, junto con Cesar Mora.
En el 2012, recibió el Premio Núcleo Urbano al Mejor Artista de la Costa Atlántica Colombiana[cita requerida].

## Polémicas
La canción "La Fuga" ha sido cuestión de polémica en Colombia debido a su lenguaje soez. Algunas emisoras de radio han vetado la canción. Su sencillo "La Flaka", con referencias a la canción "La Flaca" de la agrupación Jarabe de Palo le ha valido acusaciones de plagio e infracción de derechos de autor. Jiggy Drama y su sello productor "El Ritmo Records" afirmaron que, según la ley internacional de derechos de autor, una canción se considera plagiada después de repetir más de ocho compases sin variaciones, y en este caso, "La Flaka" solo utilizaba tres.
El artista ha recibido críticas de parte del movimiento Hip-Hop Underground Colombiano, con motivo de la deriva comercial de su carrera tras sus inicios con canciones como "La Industria", una crítica fuerte a la industria musical y discográfica colombiana.

## Discografía
Álbumes de estudio
- 2005: Undergroove
- 2011: Nerdside

Mixtapes y EP
- 2012: Nerd Gone Bad
- 2015: Nerdtambulo
- 2018: F.L.A.C.O.

Álbumes colaborativos
- 2011: Trasno Show (con DJ Sheky)